# Viktor Maigurov
Viktor Maigurov (n. 7 februarie 1969, Q1998912⁠(d), Severouralsky Urban Okrug⁠(d), RSFS Rusă, URSS) este un biatlonist ce a reprezentat Uniunea Republicilor Sovietice Socialiste, medaliat olimpic. A participat la 3 ediții ale Jocurilor Olimpice (1994, 1998, 2002) în care a câștigat două medalii de bronz.